# جفنات العنب (مسلسل)
جفنات العنب، مسلسل درامي اجتماعي كويتي من إنتاج إم بي سي وعرض في 1 أغسطس 2011، وهو من بطولة الفنانين هيفاء عادل، ليلى السلمان، منى شداد، شيماء علي، ابتسام العطاوي، يعقوب عبد الله، إبراهيم الحربي، جاسم النبهان، منصور المنصور، غدير صفر، مروة محمد، مشعل الجاسر، سلمى سالم، حبيب غلوم، عبدالله العتيبي، فهد البناي، ناصر الكندري، هنوف السعدون، فواز حمد بدر وألماس، وتأليف حمد بدر وإخراج حسين الحليبي.

## قصة المسلسل
تدور أحداث المسلسل في إطار رومانسي اجتماعي متعرضا للجوانب الإنسانية والعلاقات الأسرية وخاصة علاقات الحب والمودة بين الأزواج موضحا استمرار الحب بين الزوجين بعد مرور سنوات من زواجهما وعلاقة الآباء بالأبناء وازواج زوجاتهم...وتتوالى الأحداث بين الخيانة والانتقام والغدر وغيرها من المشاكل الاجتماعية

## روابط إضافية
صفحة المسلسل على السينما